# Церква святого Іоана Богослова (Маків)
Церква святого Іоана Богослова у Шатаві (Іоаннобогословська церква) — православна (УПЦ МП) церква в селі Шатава Кам'янець-Подільського району Хмельницької області. 
Мурована церква св. Іоана є пам'яткою класицизму з притаманною храмам Поділля готичною ретроспективою.
Церква зводилась у період від 1839 до 1862 року.
Нині Церкву святого Іоана Богослова внесено до Державного реєстру національного культурного надбання (охоронний номер та номер у комплексі 1681 0).

## Історія
В селі, були церкви й до ХІХст. Відомо, що у 1831 р. ієрей Скворцов, що інспектував подільські церкви, категорично заборонив використовувати старий шатавський храм, приєднавши прихід до маківського. Він також жалівся, що Раціборовський, при всіх його багатствах, неспроможний вибудувати в селі церкву. Поблизу цвинтаря невдовзі з'явився дивний круглий фундамент. Будівництво церкви-ротонди Івана Богослова тривало з 1839 по 1862 рр. Далі справа вже була за священиком Корнічем, який зміг переконати духовенство, що й така "неканонічна" святиня все-таки є храмом. 
За місцевою легендою кажуть, що під час громадянської війни тут брав черговий шлюб батько Махно.   

## Архітектура
Планово-об'ємна структура споруди Іоаннобогословської церкви є характерною для класицизму, а ось окремі деталі храму — від неоготики. 
Храм являє собою ротонду, десять внутрішніх стовпів якої поставлені колом та злучені арками, несуть циліндричний світловой барабан з куполом. Обхідна галерея перекрита плоско. Стрільчасті вікна в стилі неоготики, обрамлені на барабані дрібним профілюванням. Під карнізом, що довершує горішню частину основного простору будівлі, проходить декоративна смужечка з різьбленням рослинного мотиву. 

## Галерея

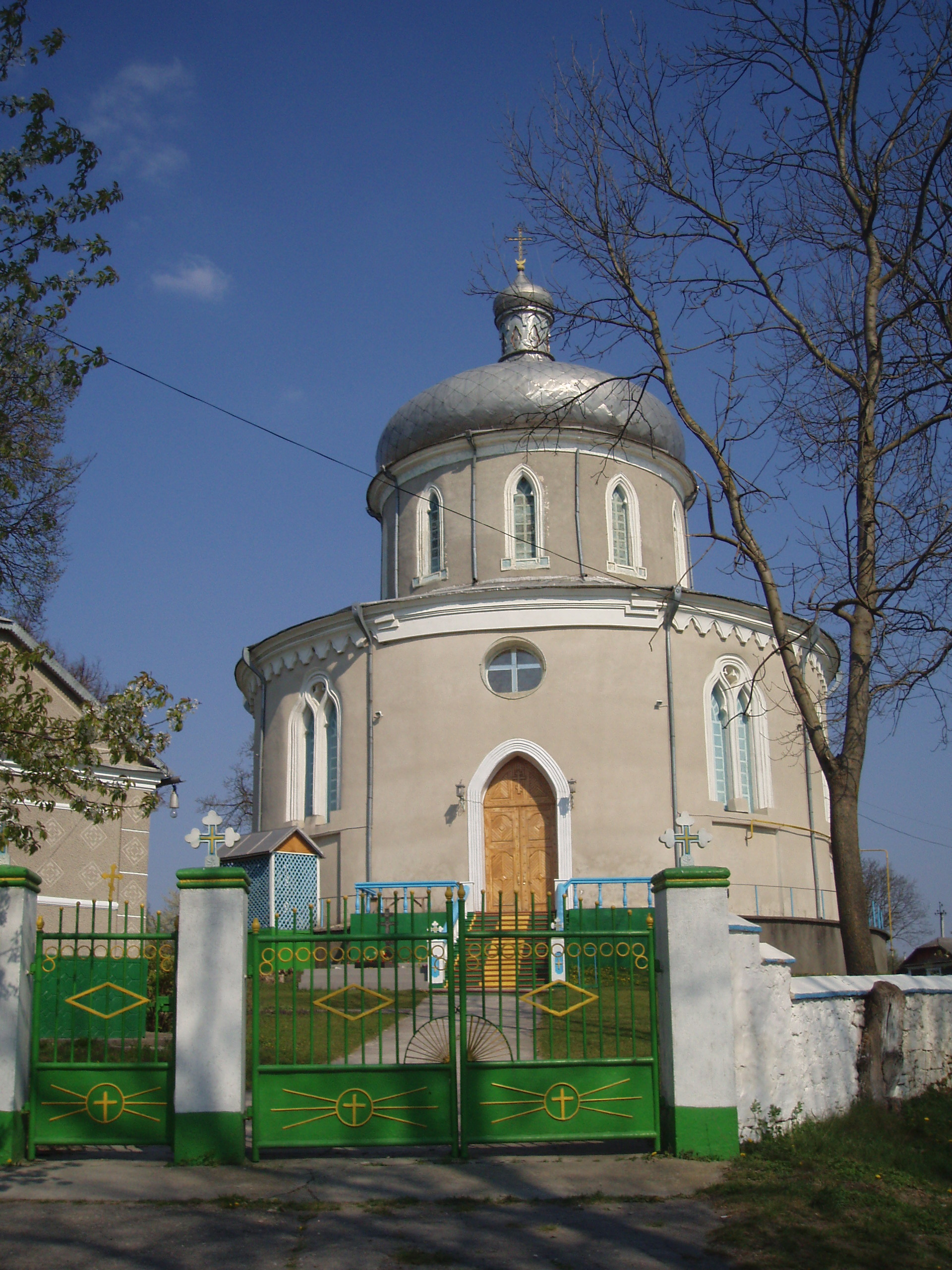
Церква святого Іоана Богослова (ракурс)
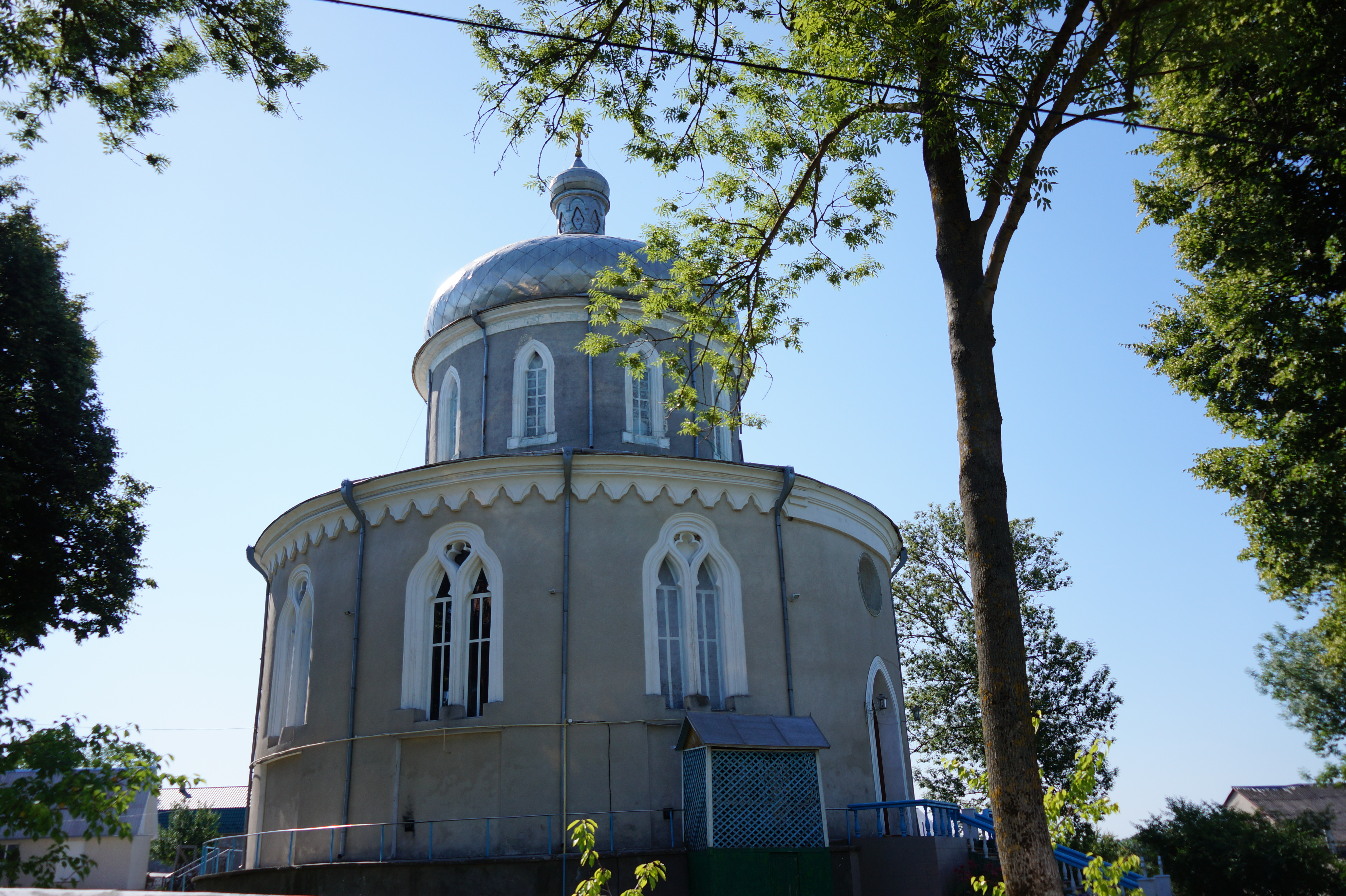
Церква у 2015 році
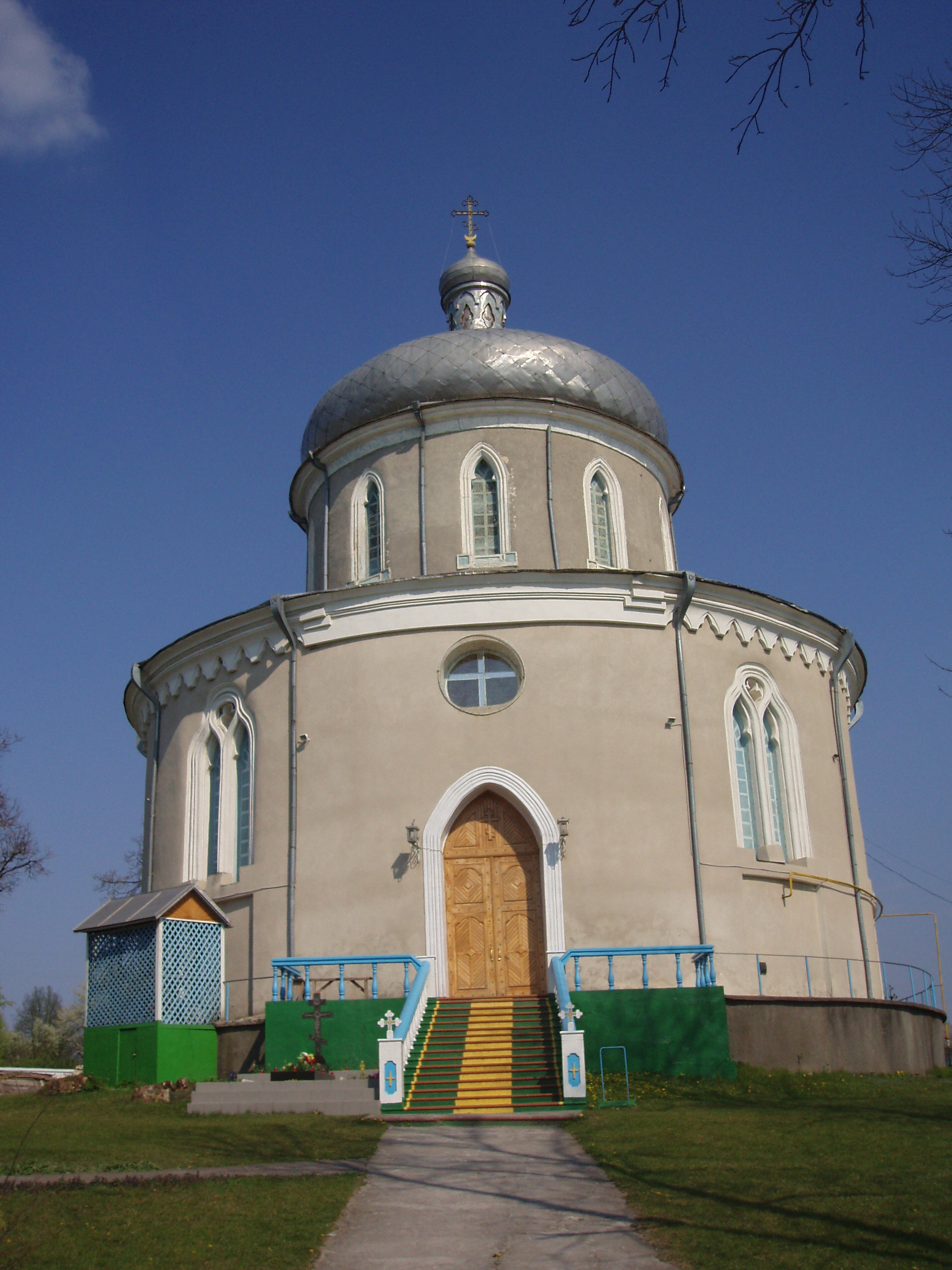
Церква при наближенні
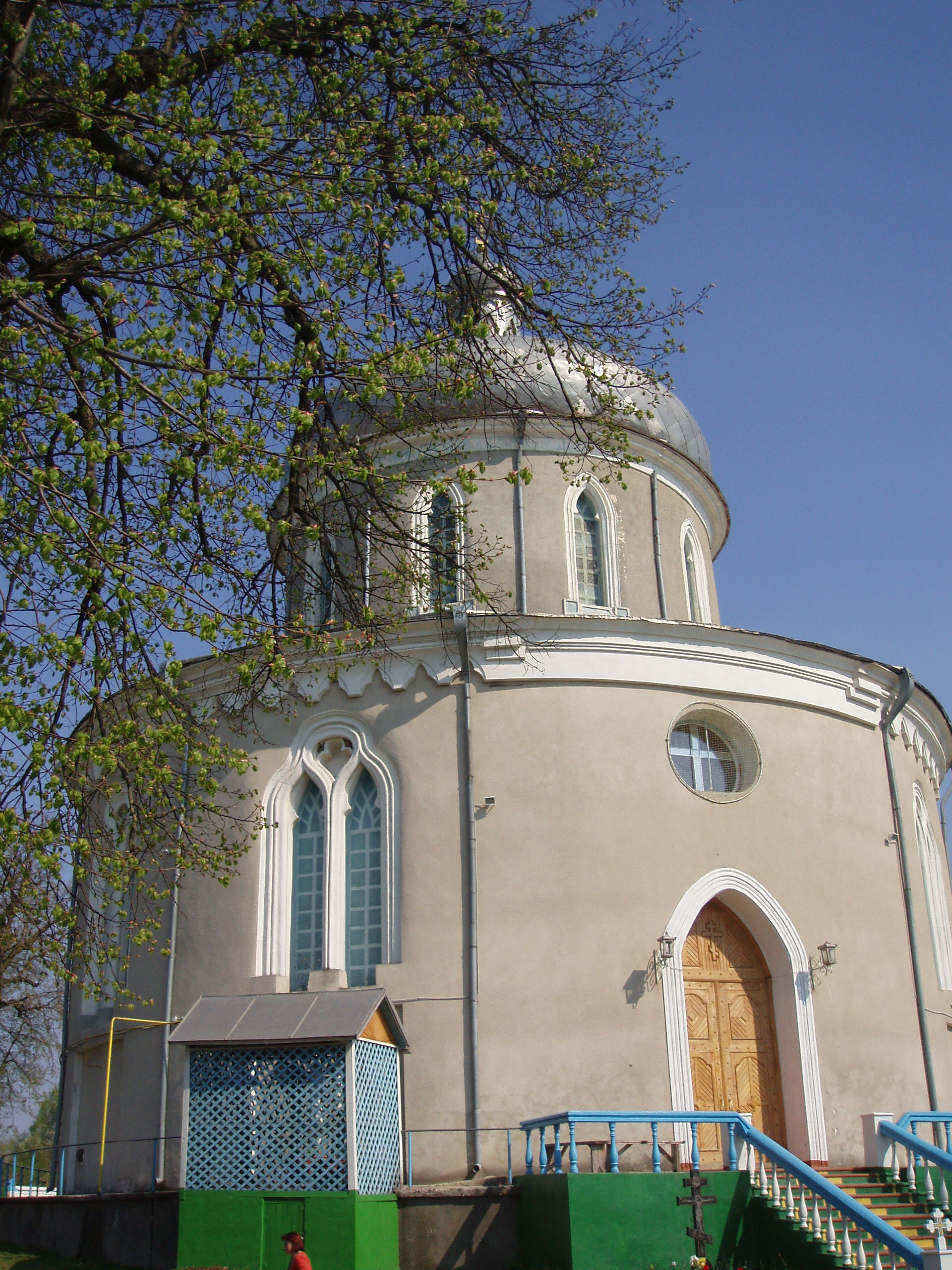
Церква при наближенні (ракурс)
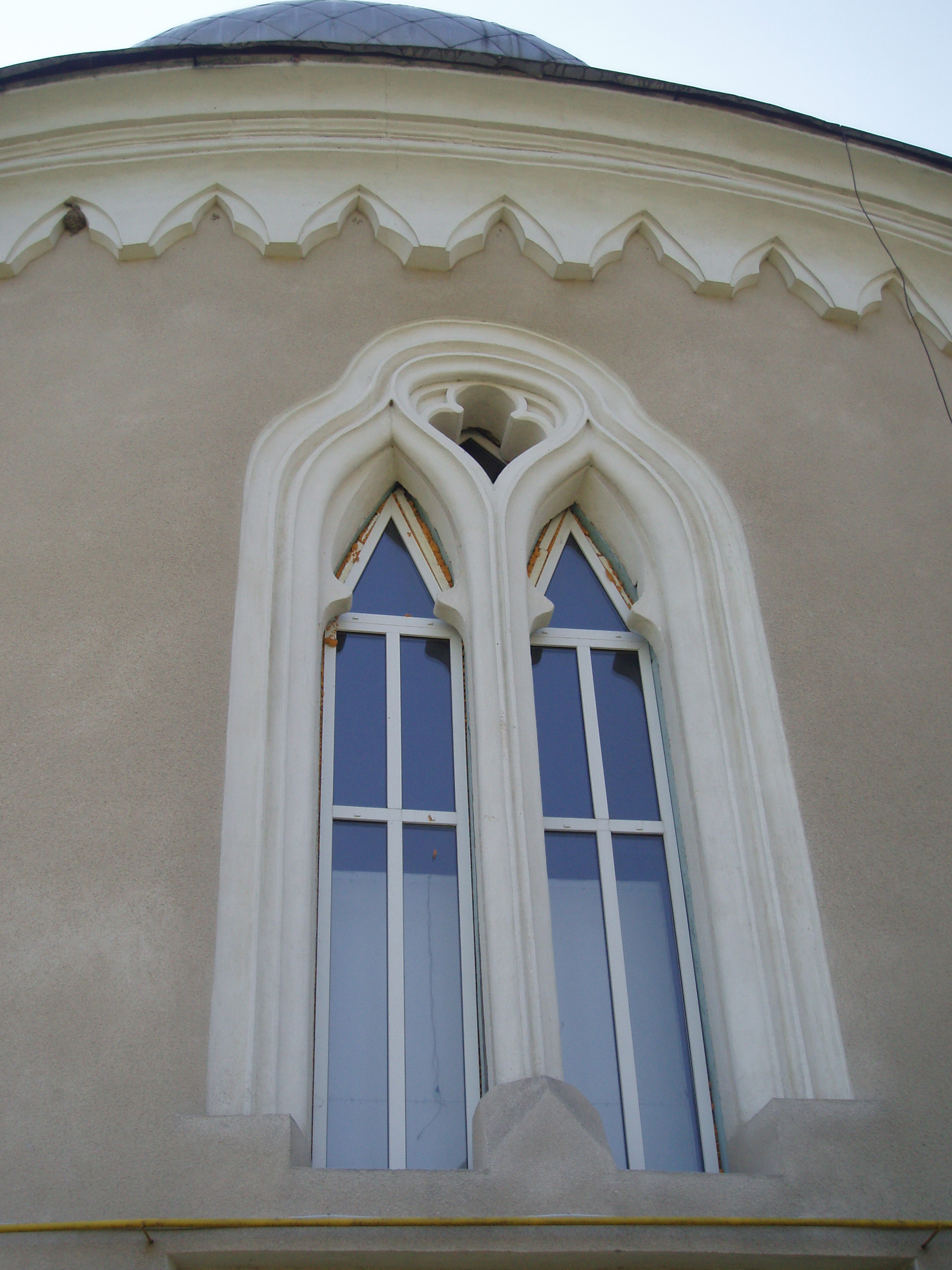
Одне з вікон храму
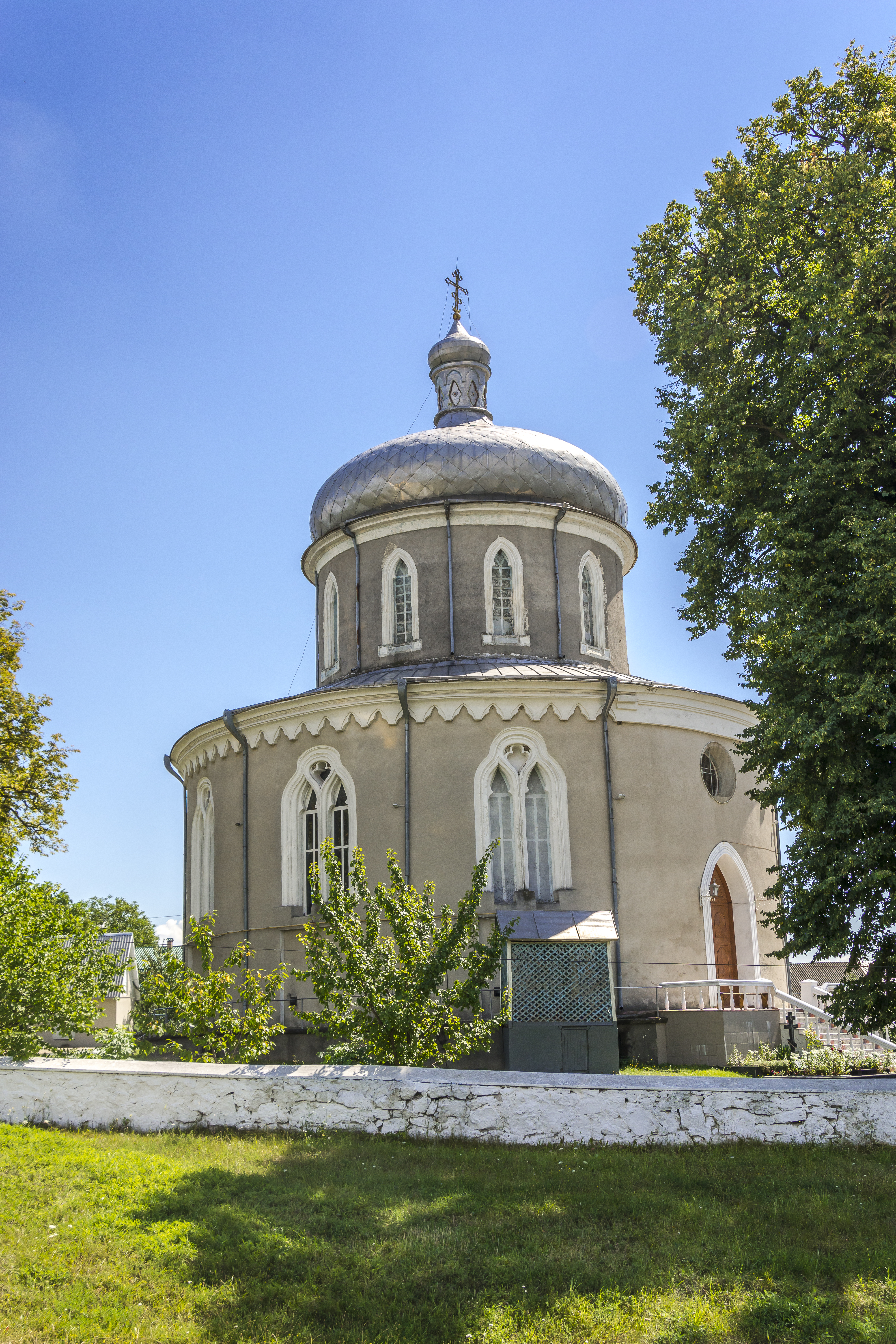
Церква Іоанна Богослова
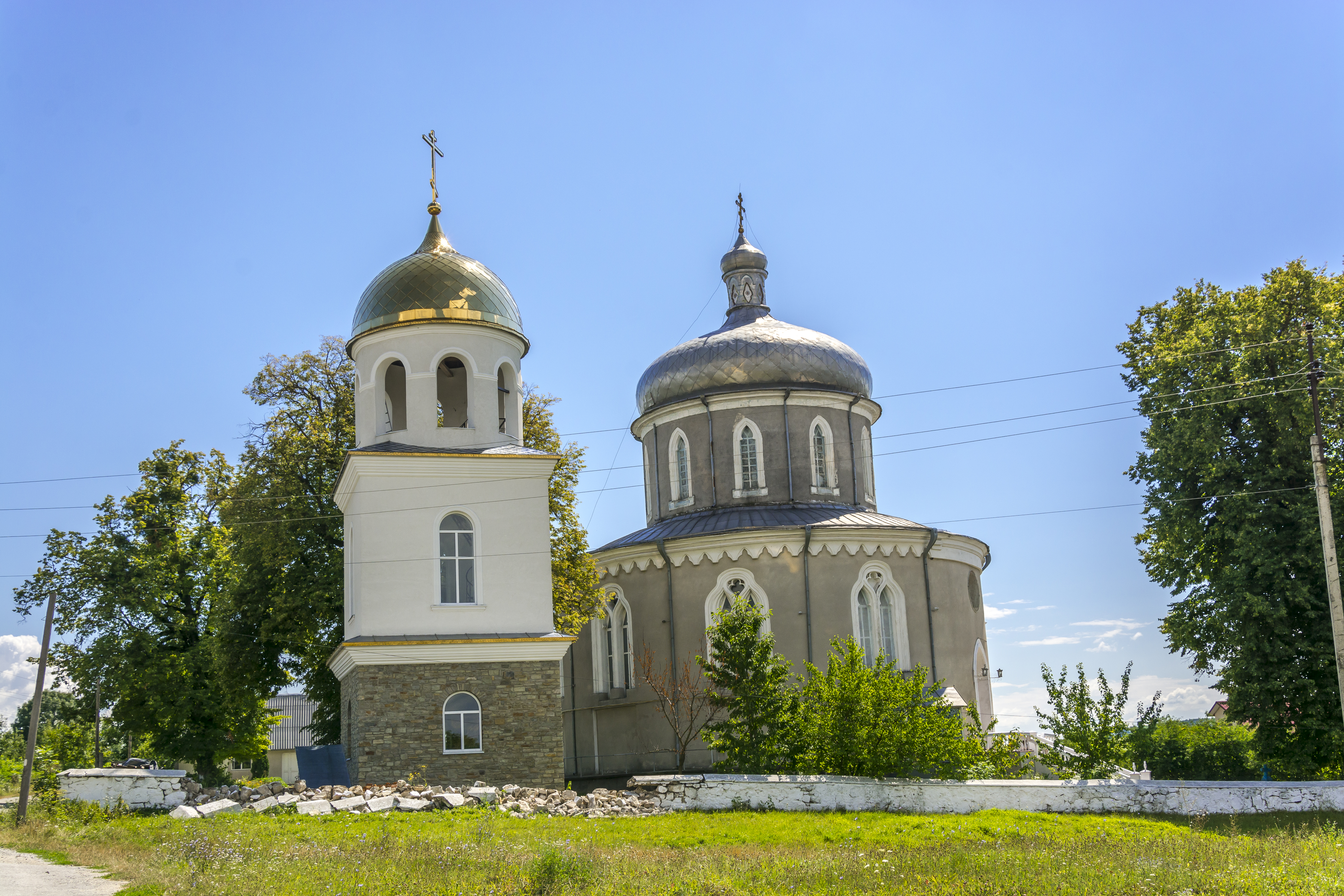
Церква у 2020 році
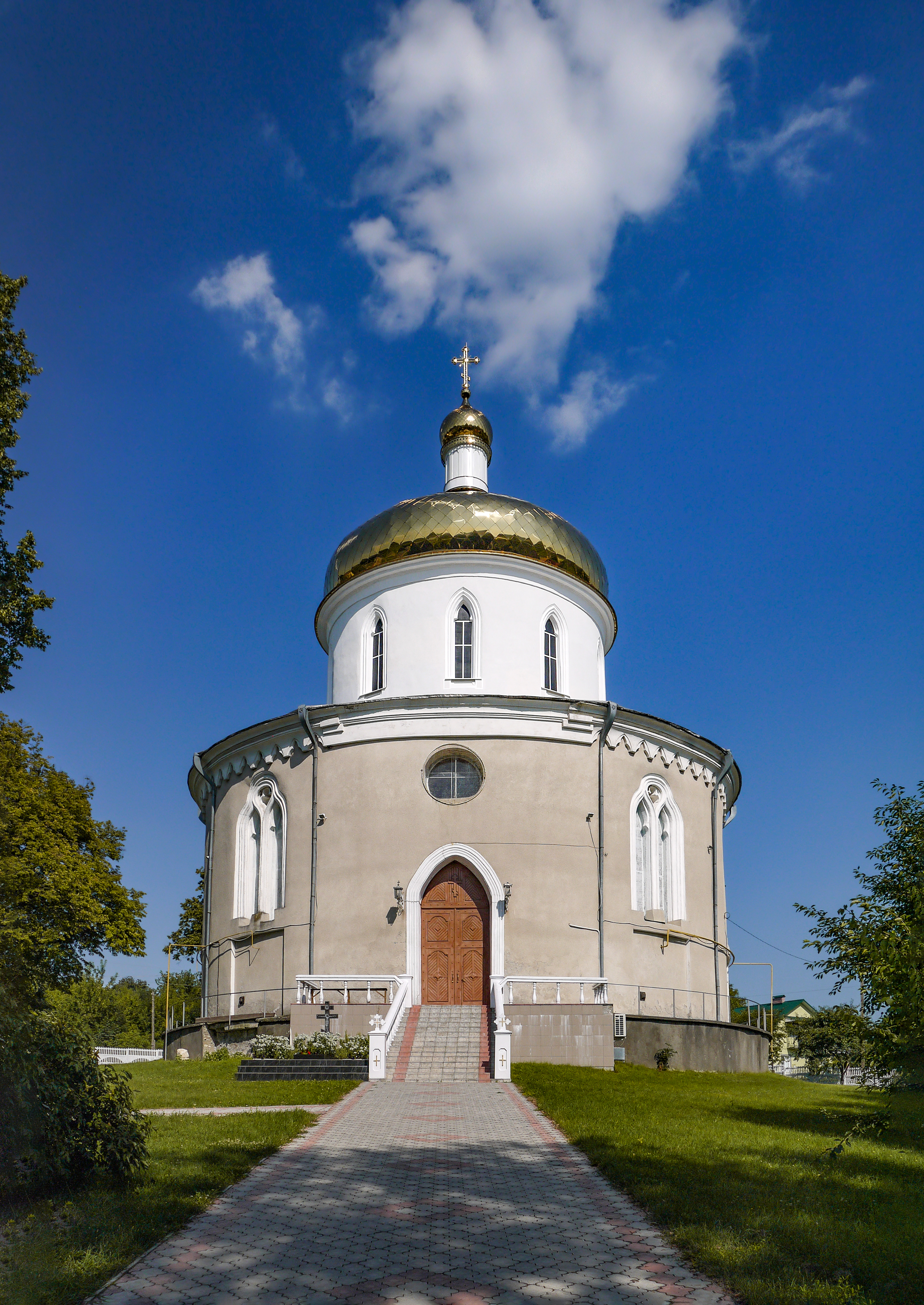
Церква у 2021 році

## Виноски
1. ↑  Пам'ятки Хмельницької області[недоступне посилання] на Державний реєстр національного культурного надбання[недоступне посилання]